# 비례

변수 y는 변수 x에 비례한다.

비례(比例, 영어: proportionality)는 두 양이 서로 일정비율로 증가하거나 감소하는 관계이다.
보통 세 개 이상의 양을 비교하기 위해 비례식을 세울 때에는 비교적 복잡한 계산이 따르므로 수학에서는 일반적으로 비례식을 세울 때에는 두 양의 비로 간단히 표현한다.
비례를 수식으로 설명하면 다음과 같다.
두 변수 x, y에 대해,
{\displaystyle kx+a,y} (a는 실수,상수),(k는 0이아닌 실수,상수)가 있다고 하면
{\displaystyle kx+a}에서 x가 (일정한값)으로 정해질때 , {\displaystyle y}는 항상 (일정한값)×k만큼 변하는 관계를 비례라고 한다. 하나 주의해야 할 것은 비례관계를 비례식 {\displaystyle a:b=c:d} 꼴로 나타낼 수 있는 경우와 나타낼 수 없는 경우가 있는데, 비례식으로 나타낼 수 있는 경우는 정비례와 반비례의 경우뿐이다.

## 정비례
정비례(正比例, direct variation)는 비례의 특정한 경우를 뜻하는데, 위의 {\displaystyle kx+a}에서 {\displaystyle k=1,a=0}일 때를 생각하는 경우이다. 두 변수 x,y 대해, 한 변수x가 m(k는 0이 아닌 실수)배 변하게 되면, 다른 변수y도 항상 m배 변하게 되는 관계를 말한다. 이를 비례식으로 {\displaystyle x:y=mx:my}로 나타낼 수 있다.
이런 관계는 분수에서도 나타난다.
{\displaystyle {\frac {x}{y}}={\frac {mx}{my}}}(단, m는 0이아닌 실수, 상수)의 관계에서부터 알 수 있듯이 분수는 정비례와 매우 밀접한 관계에 있으므로 분수는 '비'으로 나타낼 수 있다.

## 반비례

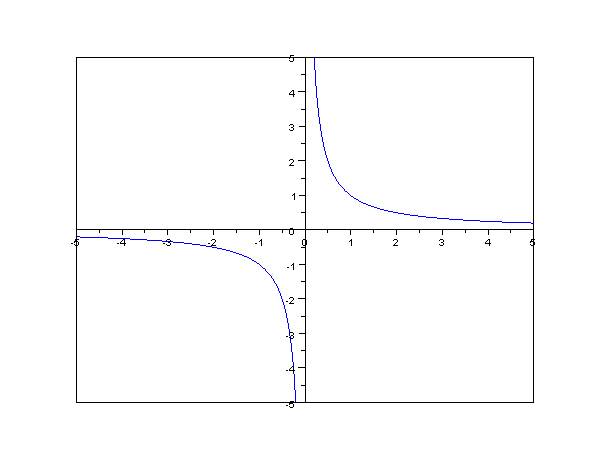
반비례

반비례(反比例, inverse proportion)는 정비례처럼 위의 {\displaystyle kx+a}에서 {\displaystyle k=1,a=0}일 때를 생각하는 경우이며, 두 변수 x,y에 대해 정비례식 {\displaystyle x:y=mx:my}에서 변수 x, y를 분자의 자리에서 반대로 분모의 자리로 보내어
{\displaystyle {\frac {1}{x}}:{\frac {1}{y}}={\frac {mk}{x}}:\,{\frac {m}{y}}}를 생각하는 경우이다.
또한, 변수 x, y와, 0이 아닌 상수 k에 대해
{\displaystyle y={\frac {k}{x}}\,\,}
를 만족한다. 여기서 상수 k를 비례상수라 한다. 또한 x,y의 곱은 항상 같다.

## 정의
변수 x, y와, 0이 아닌 상수 k에 대해
{\displaystyle y=kx}
를 만족할 때, y는 x에 비례 또는 정비례한다고 한다.
이 때, 상수 k를 비례상수(proportionality constant)라 한다.
y는 x에 비례하는 것을 다음과 같이 표기하기도 한다.
{\displaystyle y\propto x}
y가 x에 비례할 때에 x를 y에 관한 식으로 나타내면
{\displaystyle x={\frac {1}{k}}\,\,y}
가 된다. 즉, y가 x에 비례하면 동시에 x는 y에 비례하고, 그 비례상수는 y가 x에 비례할 때의 비례상수의 역수이다. 따라서 x와 y는 비례한다고 말하기도 한다.

## 성질
x와 y가 정비례하고 비례상수를 k라고 하자.
- x와 y의 비는 일정하다. (정의)
- x가 a배가 되면 y도 a배가 된다(단, 필요충분조건이기 위해서는 a가 0이 아니어야 한다). (필요충분조건)
- x가 a 증가하면 y는 ka 증가한다.

정비례 관계는 일차함수의 특수한 경우이다. 특히 직교좌표를 취해 함수의 그래프를 그리면, 그 그래프는 원점을 지나는 직선을 그린다.

## 같이 보기
- 일차 함수